# آنجا خواهم بود (ترانه جین)
«آنجا خواهم بود» (انگلیسی: I'll Be There) ترانه‌ای از خواننده اهل کره جنوبی، جین از بی‌تی‌اس برای نخستین آلبوم استودیویی او به نام خوشحال (۲۰۲۴) است. این ترانه به عنوان تک‌آهنگ پیش از انتشار آلبوم در ۲۵ اکتبر ۲۰۲۴ توسط بیگ هیت میوزیک منتشر شد.

## جدول‌های موسیقی
| جدول (۲۰۲۴)                                        | بالاترین جایگاه |
| -------------------------------------------------- | --------------- |
| ۲۰۰ آهنگ جهانی (بیلبورد)                           | ۲۵              |
| هنگ کنگ (بیلبورد)                                  | ۲۴              |
| اندونزی (بیلبورد)                                  | ۱۹              |
| ژاپن (۱۰۰ آهنگ داغ ژاپن)                           | ۴۰              |
| تک‌آهنگ‌های ترکیبی ژاپن (اوریکون)                    | ۴۶              |
| تک‌آهنگ‌های داغ نیوزیلند (آرام‌ان‌زی)                  | ۹               |
| فیلیپین (بیلبورد هات ۱۰۰)                          | ۳۶              |
| سنگاپور (آرآی‌ای‌اس)                                 | ۱۰              |
| کره جنوبی (سرکل)                                   | ۶۳              |
| تک‌آهنگ‌های بریتانیا (اوسی‌سی)                        | ۴۴              |
| مستقل بریتانیا (اوسی‌سی)                            | ۶               |
| ایالات متحده فوران‌کننده زیر ۱۰۰ آهنگ داغ (بیلبورد) | ۸               |
| ترانه‌های دیجیتال ایالات متحده (بیلبورد)            | ۳               |
| فروش جهانی ترانه‌های دیجیتال ایالات متحده (بیلبورد) | ۱               |